# Lycus dentipes
Lycus dentipes es una especie de escarabajo de alas de red perteneciente a la familia Lycidae. Lycus dentipes es parte del género Lycus y de la familia de los escarabajos de alas rojas. Ninguna subespecie figura en el Catalogue of Life, aunque originalmente la especie fue agrupada en el complejo L. rostratus. Sus características, especialmente las relacionadas con sus élitros le discriminan de otras especies, especialmente en estudios de muestras en África.

## Historia
No hay duda de que se trata de la especie que Boheman identificó como el escarabajo Bremei descrito por Félix Édouard Guérin-Méneville en el 'Voyage en Abyssinie' liderizado por Frédéric de Lafresnaye. Sin embargo, la descripción física y sus dibujos parecen más cercana a L. foliaceus. La referencia que da Boheman es a la descripción separada de Guérin en la Revue Zoologique, donde solo da una figura al respecto del "Viaje" de Lefebvre, cuya actividad entomológica era de Guérin-Méneville. Por su parte, Schönherr lo había descrito anteriormente con el nombre de L. dentipes.

## Descripción
Es un escarabajo amarillo con disco torácico medio y posterior, escutelo, los hombros oblicuamente muy elevados y puntas de su élitros irregularmente negros. Los lados del abdomen son ampliamente amarillos. Los élitros son subparalelos y muy amplios, casi orbiculares en la articulación, y los fémures y tibias son dentados en los cuatro posteriores. La costilla humeral redondeada y extendida horizontalmente. Es la única especie de Lycus africano que tiene los muslos dentados.